# 래리 페슨덴

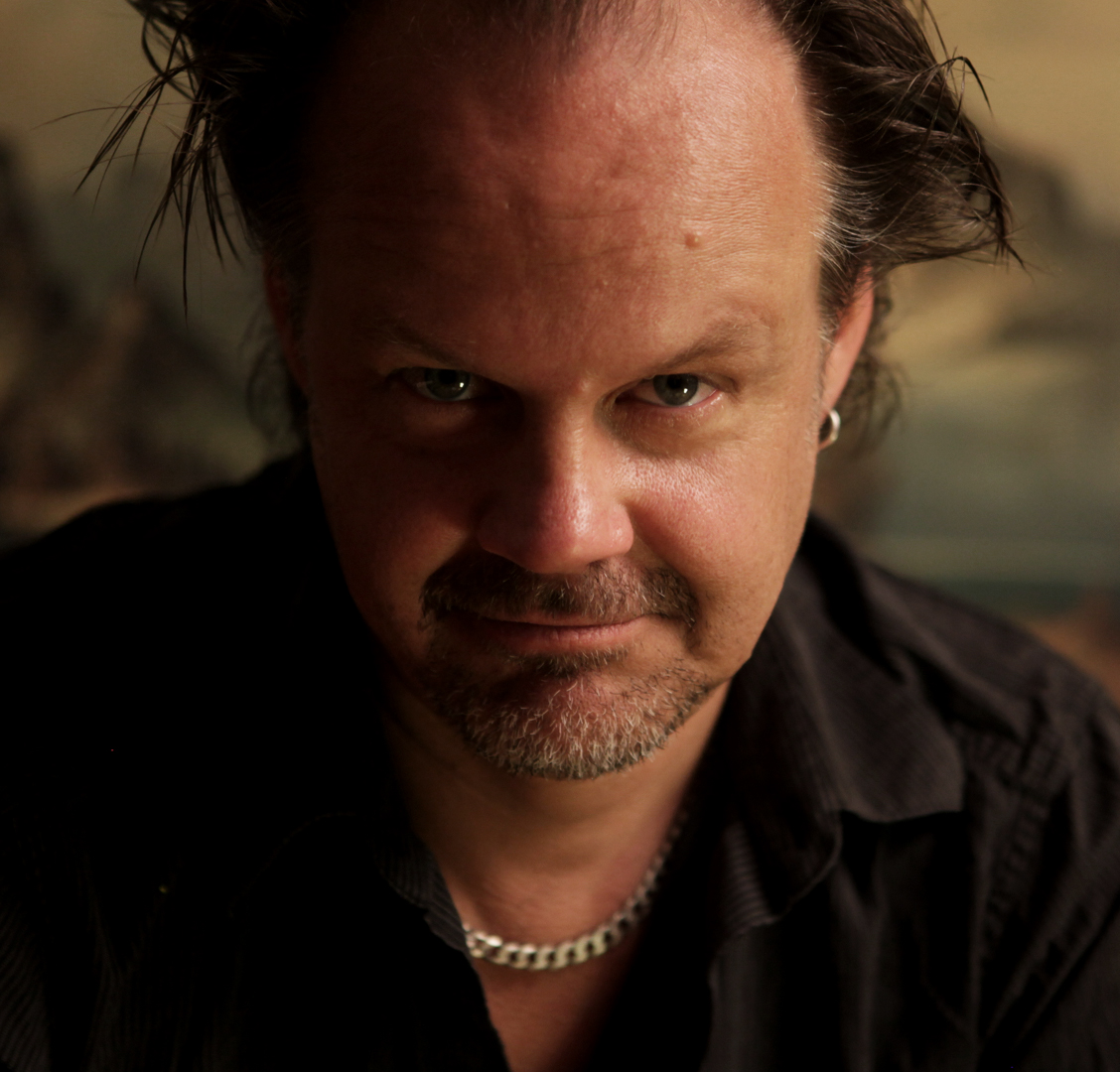

래리 페슨든(Larry Fessenden, 1963년 3월 23일 ~ )은 미국의 영화 제작자, 배우, 영화 감독, 작가, 각본가, 영상 편집자, 촬영 감독이다.
뉴욕에서 태어났다.

## 작품 목록
- Depraved (2019)
- 클라라스 고스트 (2018년)
- 사이코패스 (2017년)
- 관종 (2017, Like Me)
- 모스트 뷰티풀 아일랜드 (2017년)
- 걸프렌즈 데이 (2017년)
- 스트레이 블렛 (2016년)
- 콜백 (2016년)
- 뱀파이어 소년 (2016년)
- 카니지 파크 (2016년)
- 노 웨이 투 라이브 (2016년) - 제리 역
- 인 어 밸리 오브 바이얼런스 (2016년) - 로이 역
- 달링 : 저주의 시작 (2015년)
- 더 마인즈 아이 (2015년) - 마이크 역
- 테일즈 프롬 비욘드 더 페일 (2015년)
- 나를 찾아봐 (2015년)
- 포드 (2015년) - 스미스 역
- 바디 (2015년)
- 사우스바운드 - 죽음의 고속도로 (2015년)
- 올 포 원 (2014년)
- 쇼킹 오브 데스 (2014년)
- 워스트 프렌즈 (2014년) - 제리 역
- 레이트 페이시스 : 늑대의 저주 (2014년)
- 라이딩 샷건 (2013년)
- 리츄얼 (2013년)
- 살아있는 시체들의 탄생 (2013년)
- 도자기 인형 (2013년)
- 어둠 속에서 (2013년)
- 카니발 - 피의 만찬 (2013년) - 수염난 세입자 역
- 올 더 라이트 인 스카이 (2012년) - 러스티 역
- 더 배터리 (2012년) - 프랭크 역
- 울프 도그 테일즈 (2012년)
- 브로' (2011년) - 루이스 역
- 실버 블렛 (2011년)
- 라스트 미션 (2011년)
- 인키퍼 (2011년)
- 유아 넥스트 (2011년) - 에릭 하슨 역
- 헬벤더스: 최후의 성전 (2011년) - 엘로드 형사 역
- 사탄은 당신을 미워한다 (2010년)
- 비터 피스트 (2010년)
- 스테이크 랜드 (2010년) - 레드하우스 바텐더 역
- 베니싱 (2010년)
- 캐빈 피버 2 (2009년)
- 하우스 오브 더 데블 (2009년)
- 아이 캔 씨 유 (2008년)
- 시체를 팝니다 (2008년) - 윌리 그림스 역
- 웬디와 루시 (2008년)
- 리버티 키드 (2007년)
- 브레이브 원 (2007년)
- 멀베리 스트리트 (2006년)
- 마지막 겨울 (2006년)
- 시스터즈 (2006년)
- 새틀라이트 (2006년)
- 등대 유령 (2005년)
- 헤드스페이스 (2005년) - 아빠 역
- 루스트 (2005년)
- 브로큰 플라워 (2005년) - 윌 역
- 가공의 영웅 (2004년)
- 더 페이퍼 보이 (2003년)
- 해피 히어 앤 나우 (2002년)
- 웬디고 (2001년)
- 마가리타 해피 아워 (2001년)
- 세션 나인 (2001년)
- 애니멀 팩토리 (2000년)
- 햄릿 2000 (2000년)
- 비상 근무 (1999년)
- 리버 오브 그래스 (1994년)

### 영화 연출
- Depraved (2019) - 제작, 각본, 출연 겸임

### 텔레비전 연출
- 피어 잇셀프 (2008)